# Палаццо Барберини
Пала́ццо Барбери́ни (итал. Palazzo Barberini) — дворец (палаццо) знатной семьи Барберини на улице Четырёх фонтанов (via delle Quattro Fontane) на Квиринальском холме в центре Рима, недалеко от Квиринальского дворца. Выдающийся памятник архитектуры римского барокко. В настоящее время здесь размещается Национальная галерея старинного искусства и Итальянский институт нумизматики.

## История
Дворец был построен в период 1625—1633 годов расширением предыдущего здания семьи Сфорца по заказу Маффео Барберини после того, как тот в 1623 году был избран папой под именем Урбана VIII. В разработке проекта участвовали трое выдающихся архитекторов: Карло Мадерна, Франческо Борромини и Джованни Лоренцо Бернини. Когда Мадерна умер в 1629 году, Борромини и Пьетро да Кортона продолжали работать над строительством дворца под руководством Бернини. Однако авторство отдельных частей здания, история и последовательность из возведения «противоречива и запутана».
После смерти Урбана VIII дворец был конфискован в папскую казну, но вернулся к семейству Барберини в 1653 году. В 1632 году во дворце состоялось торжественное открытие Театро ди Палаццо Барберини алле Кватро Фонтане (Teatro di Palazzo Barberini alle Quattro Fontane) на 3000 мест премьерой оперы «Сант-Алессио» с участием знаменитого сопрано-кастрата Маркантонио Паскуалини, выступавшего под покровительством семьи Барберини. Далее последовали и другие постановки.
В 1656 году в палаццо Барберини устроили праздник: «карусель» (парад всадников) в честь прибытия в Рим отрёкшейся от престола и принявшей католичество Кристины Шведской.
C 1934 года семья Барберини сдавала большую часть своего здания в аренду Офицерскому клубу Вооруженных сил с истечением контракта в 1953 году. Тем не менее, в 1949 году Палаццо Барберини было приобретено государством для размещения Национальной галереи древнего искусства (часть которой была помещена в Палаццо Корсини) после добавления картин из ценнейших коллекций Торлония, Киджи, Одескальки и других, в том числе знаменитой «Форнарины» Рафаэля. Аренда Офицерскому клубу была продлена до 1965 года, однако споры длились десятилетиями и до 2006 галерея могла использовать лишь часть помещений. После чего началась планомерная реставрация здания. С июля 2011 года Палаццо Барберини со всеми его комнатами стал полностью доступным для посетителей после шестидесяти лет реконструкции.
Во время строительных работ в 1936 году в подвалах задней части здания, был обнаружен античный Митреум (храм Митры), датируется II в. н. э.

## Архитектура дворца
Планировка дворца следует типу «сельской виллы» (итал. villa suburbana) с заглублённой со стороны улицы центральной частью фасада и выступающими боковыми корпусами, образующими подобие французского курдонёра, и «секретным садом» с противоположной стороны (итал.  giardino segreto), поскольку он укрыт от посторонних глаз. Примером такой двусторонней планировки послужила вилла Фарнезина, построенная в 1506—1510 годах по проекту Бальдассаре Перуцци. Эффектная ограда с гермами и изображениями драконов установлена позднее, в 1848—1865 годах (скульптор А. Тадолини).
Первый этаж центрального корпуса оформлен в виде лоджии с полуколоннами дорического ордера, второй этаж — полуколоннами ионического ордера, третий — пилястрами коринфского ордера согласно классическому принципу суперпозиции архитектурных ордеров. Окна третьего этажа сделаны «перспективными» (заглублёнными), что усиливает барочное «форцато» (усиленность) фасада (характерный приём Ф. Борромини). Рельефность архитектурных деталей создаёт барочное впечатление, но в планировке виллы историки архитектуры видят не только французское, но и местное, в частности, генуэзское влияние. Общая композиция здания, скорее всего, принадлежит Бернини, которому свойственно соединять многие источники.
Большой овальный зал на первом этаже оформлен росписями в период 1633—1639 годов. Пьетро да Кортона написал фреску плафона Большого зала на тему «Триумф Божественного Провидения и силы Барберини» в иллюзорном, типично барочном жанре «перспектива снизу вверх (под потолок)» (итал.  prospettiva di sotto in su) — воплощение программы эпохи кнтррерформации. Другие помещения расписаны Андреа Сакки и Джованни Франческо Романелли. На службе у семьи Барберини находился архитектор Джованни Баттиста Сориа. Он создал уникальную резную мебель в библиотеке кардинала Франческо.
Оригинальна идея размещения двух лестниц, связывающих первый и второй этажи здания по обе стороны от главных залов: квадратного сечения работы Бернини и овальной спиральной лестницы, прозванной «улиткой» по проекту Борромини.
В помещении бывшего театра Барберини в 1822—1834 годах находилась мастерская популярного датского скульптора Бертеля Торвальдсена. В саду установлен памятник скульптору.
- Вид дворца с площади Барберини. Офорт Дж. Вази. 1752
- Главный фасад. Центральная часть
- Пьетро да Кортона. Триумф Божественного Провидения и силы Барберини. Роспись плафона Большого зала. 1639
- Лестница Бернини
- Лестница Борромини